# Hrabstwo Plumas
Hrabstwo Plumas (ang. Plumas County) – hrabstwo w stanie Kalifornia w Stanach Zjednoczonych. Obszar całkowity hrabstwa obejmuje powierzchnię 2613,48 mil² (6768,88 km²). Według szacunków United States Census Bureau w roku 2009 miało 20 122 mieszkańców.
Hrabstwo powstało w 1854 roku. Na jego terenie znajdują się:
- miejscowości – Portola,
- CDP – Almanor, Beckwourth, Belden, Blairsden, Bucks Lake, Canyondam, Caribou, Chester, Chilcoot-Vinton, Clio, Crescent Mills, C-Road, Cromberg, Delleker, East Quincy, East Shore, Gold Mountain, Graeagle, Greenhorn, Greenville, Hamilton Branch, Indian Falls, Iron Horse, Johnsville, Keddie, La Porte, Lake Almanor Country Club, Lake Almanor Peninsula, Lake Almanor West, Lake Davis, Little Grass Valley, Mabie, Meadow Valley, Mohawk Vista, Paxton, Plumas Eureka, Prattville, Quincy, Spring Garden, Storrie, Taylorsville, Tobin, Twain, Valley Ranch, Warner Valley, Whitehawk.